# Palavra-guia

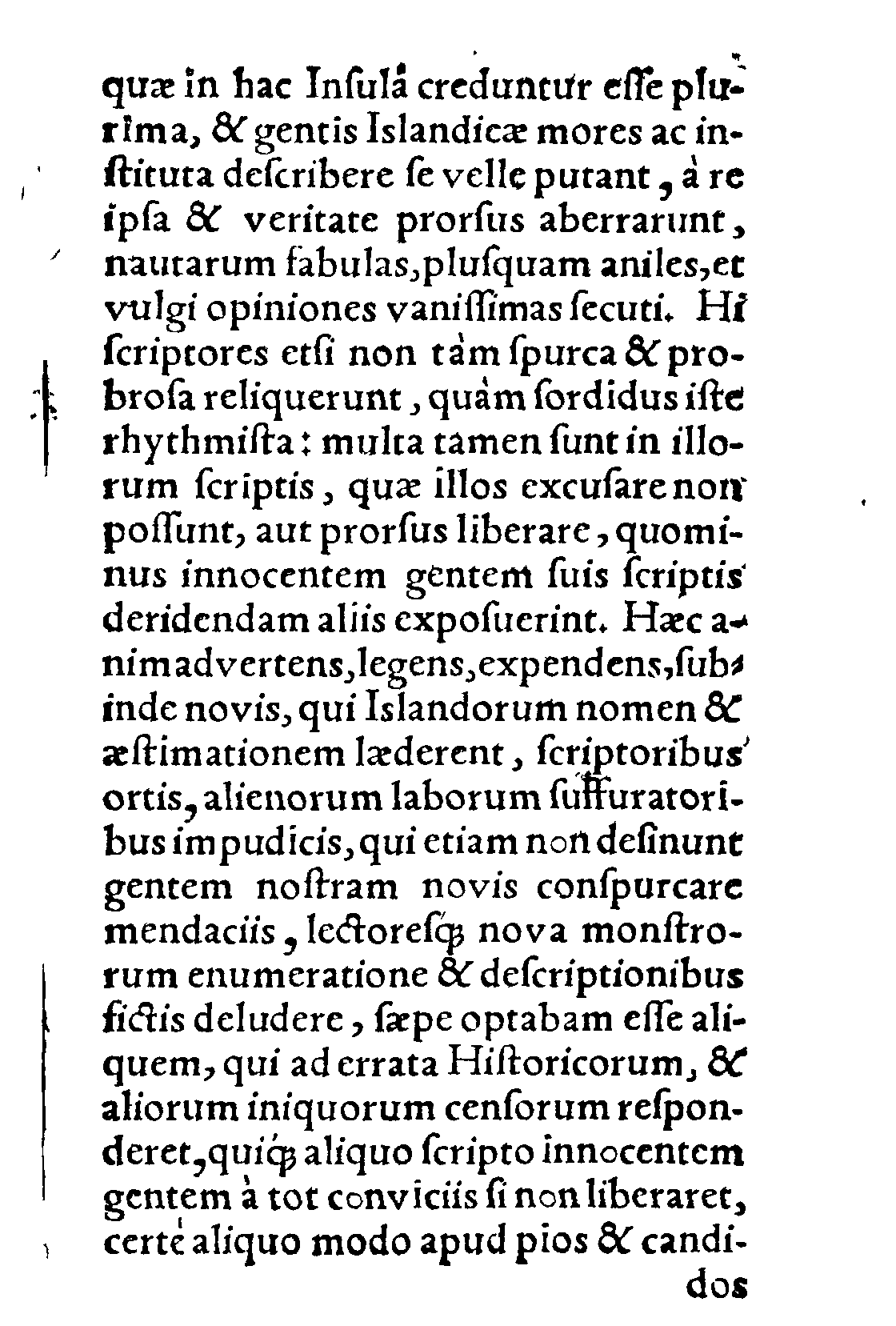

Uma palavra-guia, também designada cabeça, é uma palavra posicionada no cimo da página de um dicionário, enciclopédia ou obra quejanda, que serve para indicar qual é a primeira palavra, correspondente a uma acepção, rúbrica ou entrada, pela qual começa a página da esquerda e qual a última palavra com que acaba a página da direita. 
As palavras-guias foram concebidas de feição a auxiliar o encadernador ou tipógrafo a assegurar-se de que as folhas da obra se encontravam coladas ou compiladas pela ordem correcta. As palavras-guias já apareciam em manuscritos medievais, tendo ressurgido no final do século XV em obras impressas, tendo-se generalizado o seu uso por torno de meados do séc. XVI. Esta prática persistiu ao longo do séc. XVIII, mesmo depois do aparecimento de métodos tipográficos mais industrializados.